# Municipio de Port Huron
El municipio de Port Huron (en inglés: Port Huron Township) es un municipio ubicado en el condado de St. Clair en el estado estadounidense de Míchigan. En el año 2010 tenía una población de 10654 habitantes y una densidad poblacional de 313,03 personas por km².

## Geografía
El municipio de Port Huron se encuentra ubicado en las coordenadas 42°58′40″N 82°28′45″O / 42.97778, -82.47917. Según la Oficina del Censo de los Estados Unidos, el municipio tiene una superficie total de 34.04 km², de la cual 33.25 km² corresponden a tierra firme y (2.31%) 0.78 km² es agua.

## Demografía
Según el censo de 2010, había 10654 personas residiendo en el municipio de Port Huron. La densidad de población era de 313,03 hab./km². De los 10654 habitantes, el municipio de Port Huron estaba compuesto por el 90.91% blancos, el 4.49% eran afroamericanos, el 0.69% eran amerindios, el 0.37% eran asiáticos, el 0.05% eran isleños del Pacífico, el 0.69% eran de otras razas y el 2.81% pertenecían a dos o más razas. Del total de la población el 3.78% eran hispanos o latinos de cualquier raza.